# Fondation polaire internationale
 (juin 2013).
Pour les articles homonymes, voir IPF.

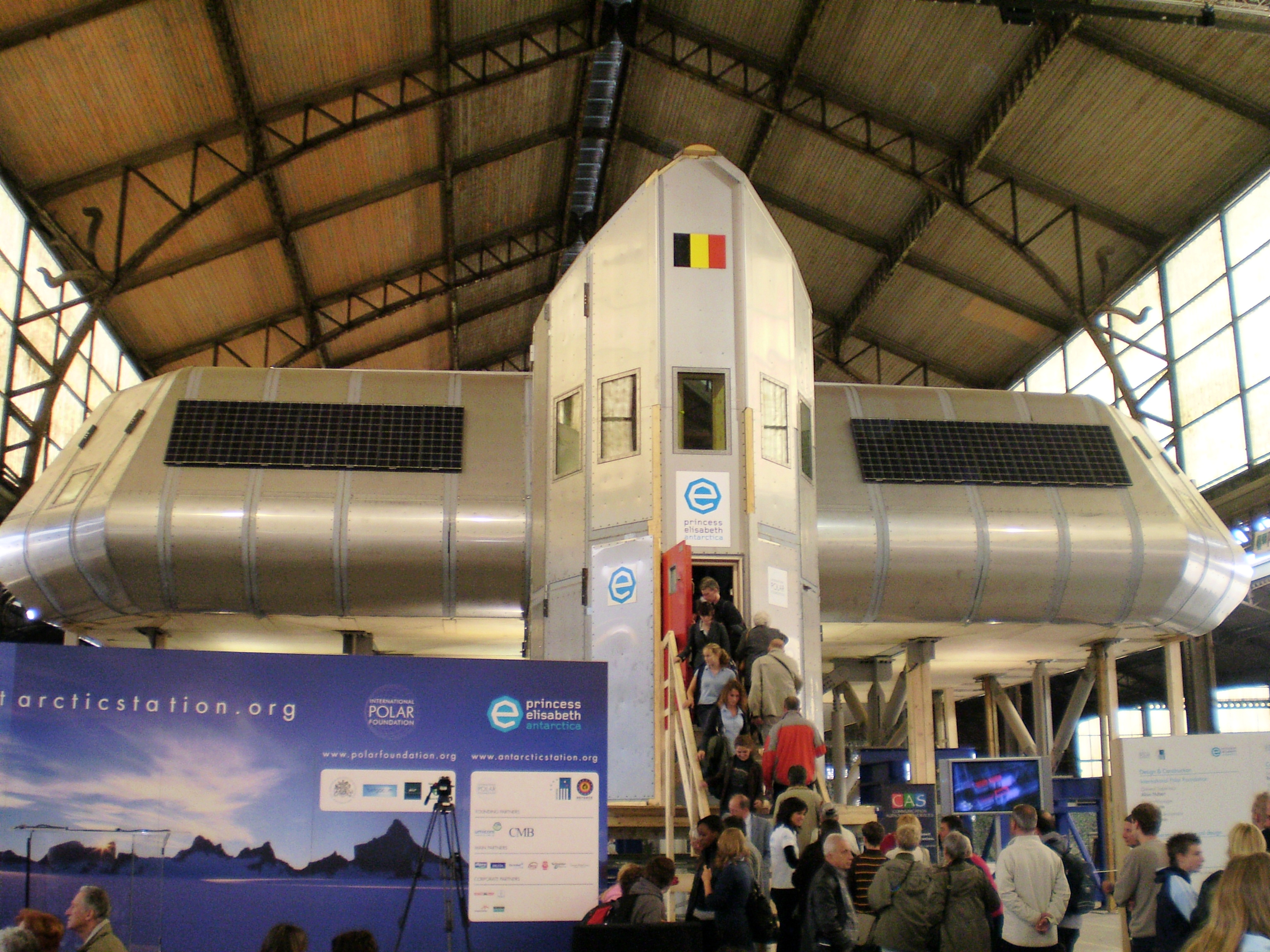
Station Princesse Elizabeth

La Fondation polaire internationale, en anglais : International  polar foundation (IPF), est une organisation scientifique basée à Bruxelles, créée en 2002 par trois personnalités belges, l’explorateur Alain Hubert et les professeurs André Berger, climatologue de l’UCL et Hugo Decleir, président du Comité national belge de recherche en Antarctique et glaciologue de l’ULB.
Passionné par les sciences, le Roi Philippe de Belgique est le président d'honneur de la Fondation Polaire Internationale.

## Description
Partant de ses travaux d’étude et de recherche scientifique aux pôles, le principal objectif de la fondation est l’information et la sensibilisation du public et des autorités au sujet des changements climatiques et de leurs conséquences.
Dans ce but, la fondation publie des dossiers pédagogiques et des cd-roms destinés aux enseignants et à leurs élèves et leur propose le site Internet éducatif EducaPoles.
Une bande dessinée, réalisée en collaboration avec l’Université de Genève et du WWF Suisse, intitulée La migration des ibanes est destinée à faire comprendre au jeune public la complexité des interactions entre le climat et les dégradations de l’environnement au travers de ses effets sur la faune et la flore, mais aussi sur l’économie et la vie des populations humaines.
Différentes conférences et séminaires à destination du grand public sont organisés.

## Projets
Les autorités belges lui ont confié la réalisation des études préalables à la construction d’une nouvelle base en Antarctique. Celle-ci qui a la particularité d’être la première à fonctionner uniquement grâce à de l’énergie renouvelable a été construite à l'occasion de l’année polaire internationale pendant l’été austral 2007-2008. 
C'est la station Princesse Elisabeth. Le centre polaire Polaris Climate Change Observatory dont l'ouverture à Bruxelles et au Cap est prévue en 2016 sera un musée du climat, du développement durable et de l'exploration polaire, une bibliothèque et un centre didactique.